# Temporada da Liga Lituana de Basquetebol de 2017–18
A Temporada da Liga Lituana de Basquetebol de 2017–18 foi a 25.ª edição da principal competição de basquetebol masculino na Lituânia a ser disputada a partir de Setembro de 2017 e junho de 2018. A equipe do Žalgiris defende seu título e sua hegemonia.
A liga oficialmente chama-se Tete-a-Tete Casino LKL por motivos de patrocinadores.

## Equipes participantes
| Clube           | Localização       | Arena                                  |
| --------------- | ----------------- | -------------------------------------- |
| Dzūkija         | Alytus            | Alytus Arena                           |
| Juventus        | Utena             | Utena Arena                            |
| Lietkabelis     | Panevėžys         | Cido Arena                             |
| Lietuvos rytas  | Vilnius           | Siemens Arena                          |
| Neptūnas        | Klaipėda          | Švyturys Arena                         |
| Nevėžis         | Kėdainiai         | Kėdainiai Arena                        |
| Pieno žvaigždės | Pasvalys          | Pasvalys Pieno žvaigždės Arena         |
| Šiauliai        | Šiauliai          | Šiauliai Arena                         |
| Vytautas        | Prienai-Birštonas | Prienai Entertainment and Sports Arena |
| Žalgiris        | Kaunas            | Žalgiris Arena                         |

## Temporada Regular

### Fase 1 e 2
| Casa\Visitante  | DZU    | JUV    | LIE   | LRY    | NEP   | NEV   | PIE    | SIA    | VIT     | ZAL   |
| --------------- | ------ | ------ | ----- | ------ | ----- | ----- | ------ | ------ | ------- | ----- |
| Dzūkija         |        | 88-86  | 55-69 | 74-85  | 76-96 | 85-82 | 85-76  | 58-83  | 60-90   | 70-89 |
| Juventus        | 92-79  |        | 91-71 | 75-82  | 72-73 | 74-80 | 75-81  | 77-64  | 77-68   | 74-78 |
| Lietkabelis     | 98-87  | 92-82  |       | 69-75  | 88-76 | 83-69 | 100-91 | 85-73  | 87-69   | 66-70 |
| Lietuvos rytas  | 78-54  | 83-70  | 81-97 |        | 92-79 | 98-70 | 102-90 | 103-98 | 113-56  | 67-70 |
| Neptūnas        | 98-58  | 109-78 | 86-76 | 81-76  |       | 92-72 | 97-91  | 84-79  | 104-83  | 73-64 |
| Nevėžis         | 75-79  | 74-78  | 81-88 | 76-73  | 74-85 |       | 68-73  | 72-79  | 103-102 | 66-77 |
| Pieno žvaigždės | 95-73  | 81-93  | 75-85 | 73-87  | 86-92 | 82-75 |        | 81-79  | 80-74   | 51-75 |
| Šiauliai        | 84-105 | 82-72  | 68-78 | 71-101 | 73-82 | 57-90 | 104-95 |        | 79-73   | 51-80 |
| Vytautas        | 80-84  | 85-98  | 88-74 | 69-75  | 78-94 | 92-78 | 101-80 | 59-61  |         | 70-89 |
| Žalgiris        | 72-60  | 88-66  | 92-90 | 63-65  | 88-62 | 94-68 | 106-64 | 85-67  | 97-54   |       |

### Fase 3 e 4
| Casa\Visitante  | DZU    | JUV    | LIE    | LRY    | NEP   | NEV    | PIE    | SIA    | VYT    | ZAL    |
| --------------- | ------ | ------ | ------ | ------ | ----- | ------ | ------ | ------ | ------ | ------ |
| Dzūkija         |        | 68-73  | 98-73  | 73-81  | 63-81 | 80-84  | 103-85 | 99-107 | 82-79  | 60-82  |
| Juventus        | 75-79  |        | 105-95 | 92-104 | 81-90 | 110-81 | 82-93  | 93-90  | 67-80  | 79-81  |
| Lietkabelis     | 95-64  | 88-83  |        | 83-104 | 89-94 | 82-72  | 95-85  | 94-83  | 95-86  | 74-81  |
| Lietuvos rytas  | 105-84 | 78-75  | 96-67  |        | 86-99 | 97-77  | 110-68 | 87-75  | 104-71 | 75-68  |
| Neptūnas        | 90-86  | 76-91  | 83-78  | 72-90  |       | 81-64  | 90-71  | 71-78  | 73-65  | 75-83  |
| Nevėžis         | 87-78  | 102-89 | 99-87  | 73-83  | 74-67 |        | 77-61  | 70-67  | 79-96  | 73-79  |
| Pieno žvaigždės | 73-72  | 75-63  | 85-94  | 65-93  | 87-83 | 87-84  |        | 84-81  | 79-73  | 76-85  |
| Šiauliai        | 86-76  | 120-84 | 87-65  | 74-84  | 77-76 | 90-73  | 100-79 |        | 95-97  | 93-90  |
| Vytautas        | 74-63  | 78-86  | 76-91  | 76-83  | 76-89 | 77-90  | 93-116 | 69-73  |        | 96-118 |
| Žalgiris        | 72-63  | 82-56  | 85-72  | 77-66  | 94-47 | 91-72  | 91-80  | 69-58  | 109-52 |        |

## Classificação
| Pos. | Clube           | J  | V  | D  | MPF/MPC   | Classificação |
| ---- | --------------- | -- | -- | -- | --------- | ------------- |
| 1    | Žalgiris        | 36 | 32 | 4  | 83.7/68.1 | Playoffs      |
| 2    | Lietuvos rytas  | 36 | 30 | 6  | 87.8/75.1 | Playoffs      |
| 3    | Neptūnas        | 36 | 25 | 11 | 83.6/78.8 | Playoffs      |
| 4    | Lietkabelis     | 36 | 20 | 16 | 83.7/82.7 | Playoffs      |
| 5    | Šiauliai        | 36 | 16 | 20 | 80.2/81.7 | Playoffs      |
| 6    | Pieno žvaigždės | 36 | 14 | 22 | 80.4/87.2 | Playoffs      |
| 7    | Juventus        | 36 | 13 | 23 | 81.1/84.1 | Playoffs      |
| 8    | Nevėžis         | 36 | 12 | 24 | 77.9/83.1 | Playoffs      |
| 8    | Dzūkija         | 36 | 10 | 26 | 75.6/84.2 |               |
| 10   | Vytautas        | 36 | 8  | 28 | 77.9/86.8 |               |

## Playoffs

### Confrontos
|  | Quartas-de-final | Quartas-de-final | Quartas-de-final |                |                | Semifinais | Semifinais | Semifinais |  |  | Final | Final    | Final |
|  |                  |                  |                  |                |                |            |            |            |  |  |       |          |       |
|  |                  | Žalgiris         | 3                |                |                |            |            |            |  |  |       |          |       |
|  |                  | Nevėžis          | 0                |                |                |            |            |            |  |  |       |          |       |
|  |                  | Nevėžis          | 0                |                | Žalgiris       | 3          |            |            |  |  |       |          |       |
|  |                  |                  |                  |                | Žalgiris       | 3          |            |            |  |  |       |          |       |
|  |                  |                  | Lietkabelis      | 0              |                |            |            |            |  |  |       |          |       |
|  |                  | Lietkabelis      | Lietkabelis      | 0              | 3              |            |            |            |  |  |       |          |       |
|  |                  | Lietkabelis      |                  |                | 3              |            |            |            |  |  |       |          |       |
|  |                  | Šiauliai         | 1                |                |                |            |            |            |  |  |       |          |       |
|  |                  |                  |                  |                |                |            |            |            |  |  |       | Žalgiris | 4     |
|  |                  |                  |                  | Lietuvos rytas | 1              |            |            |            |  |  |       |          |       |
|  |                  | Lietuvos rytas   | 3                |                |                |            |            |            |  |  |       |          |       |
|  |                  | Juventus         | 0                |                |                |            |            |            |  |  |       |          |       |
|  |                  | Juventus         | 0                |                | Lietuvos rytas | 3          |            |            |  |  |       |          |       |
|  |                  |                  |                  |                | Lietuvos rytas | 3          |            |            |  |  |       |          |       |
|  |                  |                  | Neptūnas         | 2              |                |            |            |            |  |  |       |          |       |
|  |                  | Neptūnas         | Neptūnas         | 2              | 3              |            |            |            |  |  |       |          |       |
|  |                  | Neptūnas         |                  |                | 3              |            |            |            |  |  |       |          |       |
|  |                  | Pieno žvaigždės  | 1                |                |                |            |            |            |  |  |       |          |       |

#### Quartas de final
| Time 1         | Série | Time 2          | 1º Jogo | 2º Jogo | 3º Jogo | 4º Jogo | 5º Jogo |
| -------------- | ----- | --------------- | ------- | ------- | ------- | ------- | ------- |
| Žalgiris       | 3 - 0 | Nevėžis         | 95-70   | 96-75   | 84-69   |         |         |
| Lietkabelis    | 3 - 1 | Šiauliai        | 103-86  | 84-94   | 92-68   | 85-84   |         |
| Lietuvos rytas | 3 - 0 | Juventus        | 97-64   | 79-78   | 102-73  |         |         |
| Neptūnas       | 3 - 1 | Pieno žvaigždės | 91-81   | 87-92   | 92-82   | 101-64  |         |

#### Semifinal
| Time 1         | Série | Time 2      | 1º Jogo | 2º Jogo | 3º Jogo | 4º Jogo | 5º Jogo |
| -------------- | ----- | ----------- | ------- | ------- | ------- | ------- | ------- |
| Žalgiris       | 3 - 0 | Lietkabelis | 93-69   | 94-79   | 83-64   |         |         |
| Lietuvos rytas | 3 - 2 | Neptūnas    | 79-84   | 67-49   | 74-67   | 70-74   | 88-82   |

#### Decisão de terceiro lugar
| Time 1      | Série | Time 2   | 1º Jogo | 2º Jogo | 3º Jogo | 4º Jogo | 5º Jogo |
| ----------- | ----- | -------- | ------- | ------- | ------- | ------- | ------- |
| Lietkabelis | 1 - 3 | Neptūnas | 83-69   | 69-71   | 71-79   | 78-89   |         |

#### Final
| Time 1          | Série | Time 2         | 1º Jogo | 2º Jogo | 3º Jogo | 4º Jogo | 5º Jogo | 6º Jogo | 7º Jogo |
| --------------- | ----- | -------------- | ------- | ------- | ------- | ------- | ------- | ------- | ------- |
| Žalgiris Kaunas | 4 - 1 | Lietuvos rytas | 96-83   | 73-82   | 90-80   | 82-78   | 80-70   |         |         |

## Clubes lituanos em competições europeias
| Clube           | Competição        | Resultado                                   |
| --------------- | ----------------- | ------------------------------------------- |
| Žalgiris        | EuroLiga          | terceiro colocado                           |
| Lietuvos rytas  | EuroCopa          | Top 16 (7v-11d 4º colocado Gr.F)            |
| Lietkabelis     | EuroCopa          | Temporada regular (4v-6d 5º colocado Gr.B)  |
| Neptūnas        | Liga dos Campeões | Eliminado oitavas de finais para Strasbourg |
| Vytautas        | Liga dos Campeões | Eliminado (1ª Eliminatória)                 |
| Nevėžis         | Copa Europeia     | Segunda fase (6v-6d 3º colocado Gr.J)       |
| Vytautas        | Liga Báltica      | Desistiu                                    |
| Pieno žvaigždės | Liga Báltica      | Campeão                                     |
| Šiauliai        | Liga Báltica      | terceiro colocado                           |

## Copa Rei Mindaugas 2018
A Copa Rei Mindaugas de 2018, conhecida também por Sil-Karaliaus Mindaugo taurė 2018 por razões de patrocinadores aconteceu entre os dias 13 a 18 de fevereiro de 2018 reunindo os oito melhores classificados do primeiro turno da temporada regular com sede pré definida na Švyturys Arena em Klaipėda.
|  | Quartas-de-final | Quartas-de-final   | Quartas-de-final |          |             | Semifinais | Semifinais | Semifinais |  |  | Final | Final          | Final |
|  |                  |                    |                  |          |             |            |            |            |  |  |       |                |       |
|  |                  | Neptūnas           | 77               |          |             |            |            |            |  |  |       |                |       |
|  |                  | Dzūkija            | 85               |          |             |            |            |            |  |  |       |                |       |
|  |                  | Dzūkija            | 85               |          | Dzūkija     | 61         |            |            |  |  |       |                |       |
|  |                  |                    |                  |          | Dzūkija     | 61         |            |            |  |  |       |                |       |
|  |                  |                    | Lietuvos rytas   | 81       |             |            |            |            |  |  |       |                |       |
|  |                  | Lietuvos rytas     | Lietuvos rytas   | 81       | 91          |            |            |            |  |  |       |                |       |
|  |                  | Lietuvos rytas     |                  |          | 91          |            |            |            |  |  |       |                |       |
|  |                  | Juventus           | 88               |          |             |            |            |            |  |  |       |                |       |
|  |                  |                    |                  |          |             |            |            |            |  |  |       | Lietuvos rytas | 62    |
|  |                  |                    |                  | Žalgiris | 81          |            |            |            |  |  |       |                |       |
|  |                  | Lietkabelis        | 86               |          |             |            |            |            |  |  |       |                |       |
|  |                  | BC Pieno žvaigždės | 76               |          |             |            |            |            |  |  |       |                |       |
|  |                  | BC Pieno žvaigždės | 76               |          | Lietkabelis | 74         |            |            |  |  |       |                |       |
|  |                  |                    |                  |          | Lietkabelis | 74         |            |            |  |  |       |                |       |
|  |                  |                    | Žalgiris         | 88       |             |            |            |            |  |  |       |                |       |
|  |                  | Žalgiris           | Žalgiris         | 88       | 85          |            |            |            |  |  |       |                |       |
|  |                  | Žalgiris           |                  |          | 85          |            |            |            |  |  |       |                |       |
|  |                  | Šiauliai           | 78               |          |             |            |            |            |  |  |       |                |       |